# اعتراضات ۲۰۱۲–۲۰۱۱ فلسطینی‌ها

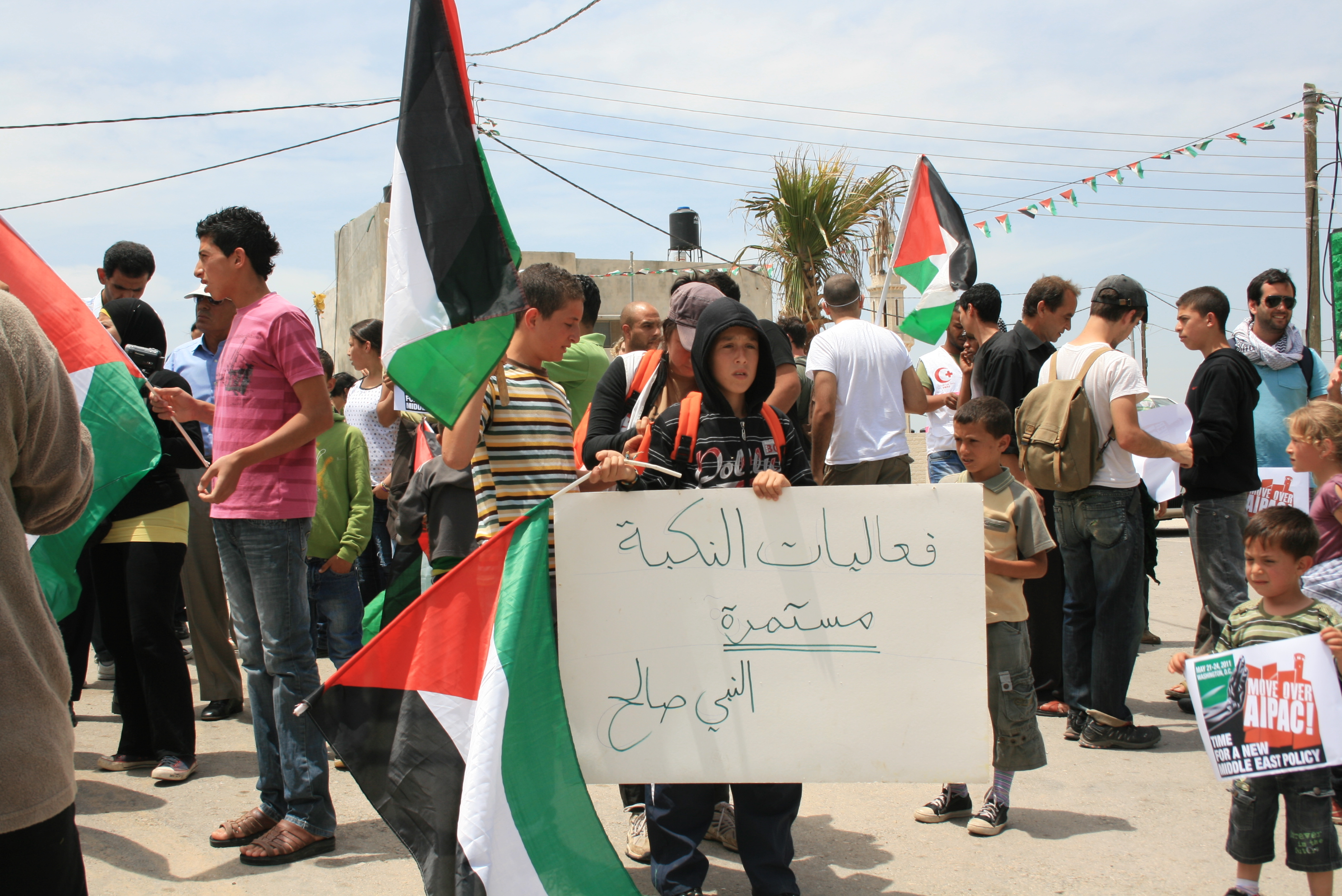
اعتراضات فلسطینی ها

اعتراضات فلسطینی، مجموعه ای از اعتراضات در حکومت خودگردان فلسطین و حکومت حماس در نواره غزه بود که توسط گروه‌های مختلف فلسطینی به عنوان بخشی از بهار عربی جریان یافت. این اعتراضات با هدف اعتراض به حکومت فلسطین و همچنین در حمایت از قیامهای مردمی در تونس، مصر و سوریه صورت گرفت. مرحله اول اعتراضات در سال ۲۰۱۱ و مرحله دوم در سال ۲۰۱۲ روی داد.
برخی اظهار کرده‌اند که اعتراضات ۲۰۱۲ نیز از بهار عربی الهام گرفته شده‌است. تمرکز تظاهرکنندگان به سیاست‌های اقتصادی حکومت خودگردان فلسطین (PNA)، و افزایش هزینه‌های زندگی معطوف بود. در ۱ سپتامبر ۲۰۱۲، پی ان ای قیمت سوخت و همچنین نرخ مالیات بر ارزش افزوده را بالا برد. تظاهرات گسترده‌ای در سرتاسر قلمرو خودمختار فلسطین صورت گرفت، از جمله در رام‌الله، نابلوس، اردوگاه بالاتا، بیر زیت، اردوگاه جلازون، هبرون، بیت لحم، بیت جلا، اردوگاه دییزه، جنین، جریکو، تولکارم و دورا. اعتراضات طی سال ۲۰۱۲ به طرق مختلف همچون: بستن جاده‌ها، سوزاندن لاستیک، خودسوزی، تظاهرات مسالمت آمیز، درگیری با پرتاب سنگ و اعتصاب کارگران همراه بود.